# Tomás Salvini
Tomás Salvini (Milão, 1 de janeiro de 1829–Florença, 31 de dezembro de 1915) foi um ator de teatro italiano.

## Carreira
Salvini teve uma carreira internacional de grande sucesso. O seu papel principal foi o de Otelo, que ele interpretava de forma tão convincente e imponente que o fazia sempre em italiano, mesmo no estrangeiro, quando os outros atores representavam a peça noutro idioma. Nas suas duas últimas digressões pelos Estados Unidos, em 1885 e 1889, o jornal novaiorquino Daily World escreveu sobre ele, em 27 de outubro de 1885: «se ele estivesse a declamar em grego ou choctaw, teria sido igual. Ele tem algo de universal que faz com que, mesmo se tivesse permanecido em silêncio e simplesmente atuado, o seu público teria dificuldade em não entender, tão fielmente ele descreve os instintos e as ações humanas.».
O seu filho, Alessandro Salvini, também teve uma carreira importante no teatro.